# Ațintiș
Ațintiș [at͡sinˈtiʃ] (veraltet Ațintoș oder Ațintiși; deutsch Zinzendorf, ungarisch Cintos) ist eine Gemeinde im Kreis Mureș in der Region Siebenbürgen in Rumänien.

## Geographische Lage

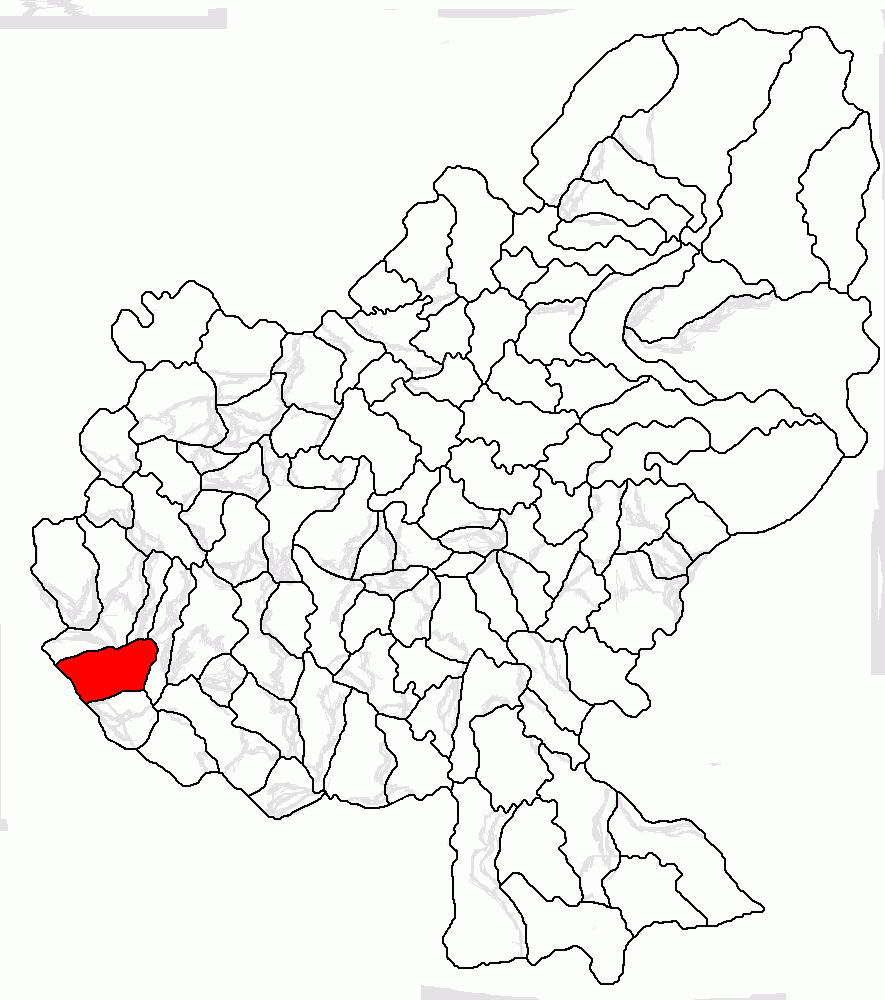
Lage der Gemeinde Ațintiș im Kreis Mureș

Die Gemeinde Ațintiș liegt im Siebenbürgischen Beckens im Westen des Kreises Mureș. An der Mündung des gleichnamigen Baches in den Mureș (Mieresch) und der Kreisstraße (Drum județean) DJ 107G, befindet sich der Ort Ațintiș fünf Kilometer südlich der Kleinstadt Luduș (Ludasch) und etwa 50 Kilometer südwestlich von der Kreishauptstadt Târgu Mureș (Neumarkt am Mieresch) entfernt.
Etwa fünf Kilometer nördlich von Ațintiș soll die geplante rumänische A3, auch Autostrada Transilvania genannt, verlaufen.

## Geschichte
Der Ort Ațintiș wurde 1357 erstmals urkundlich erwähnt und war im Mittelalter ein rumänisches Hörigendorf eines Fronhofs des Nachbarortes Bogata.
Auf eine Besiedlung des Gemeindeareals deuten archäologische Funde aus der Kupfersteinzeit wie auch der Römerzeit auf dem Gebiet des eingemeindeten Dorfes Cecălaca (Böhmhaus) hin. Archäologische Funde wurden im Dorf Iștihaza (Stephanskirch) bei Movila lui Ludovic der Römerzeit zugeordnet; die bei Movilele cu Ulmi noch nicht. Ein Steinbeil der Frühbronzezeit wurde in Sâniacob (Jakobsdorf) gefunden.
Im Königreich Ungarn gehörten die Orte der heutigen Gemeinde dem Stuhlbezirk Marosújvár in der Gespanschaft Unterweißenburg, anschließend dem historischen Kreis Turda und ab 1950 dem heutigen Kreis Mureș an.
Eine Holzkirche, welche im 18. Jahrhundert im eingemeindeten Dorf Cecălaca errichtet wurde, musste wegen unsachgemäßen Renovierungsarbeiten im Jahr 1983, 1999 abgebaut werden.
Das eingemeindete Dorf Maldaoci (ungarisch Madavölgytanya) ist eines von den zurzeit 130 unbewohnten Dörfer Rumäniens, davon sechs im Kreis Mureș (Stand 2018) und wird in der Webdarstellung der Gemeinde auch nicht mehr vermerkt.

## Bevölkerung
Die Bevölkerung der Gemeinde Ațintiș entwickelte sich wie folgt:
| 1850 | 2.663 | 1.734 | 745 | - | 184 |
| 1920 | 2.592 | 1.652 | 885 | 2 | 53  |
| 1966 | 2.945 | 2.408 | 879 | 2 | 16  |
| 2002 | 1.631 | 1.039 | 532 | - | 60  |
| 2011 | 1.575 | 932   | 504 | - | 139 |
| 2021 | 1.500 | 833   | 490 | - | 177 |

Seit 1850 wurde auf dem Gebiet der heutigen Gemeinde die höchste Einwohnerzahl (3.387) 1956 ermittelt. Die höchste Anzahl der Rumänen (2.186) wurde 1941, die der Magyaren (1.145) und der Roma (112) 1930 und der Rumäniendeutschen (17) 1890 registriert.
Nach Angaben der Gemeinde (2019) sind in den 569 Haushalten 1.740 Menschen registriert. Des Weiteren haben 790 Gemeindefremde Eigentum auf dem Gemeindegebiet.

## Sehenswürdigkeiten
- Außer im Gemeindezentrum der reformierten Kirche, im 17. Jahrhundert errichtet,[12] der orthodoxen Kirche, 1926 errichtet und 1992 erneuert,[13] und der griechisch-katholischen Kirche, 1934 errichtet und 2003 erneuert,[14] sind in der Gemeinde Ațintiș keine nennenswerte Sehenswürdigkeiten zu erwähnen.

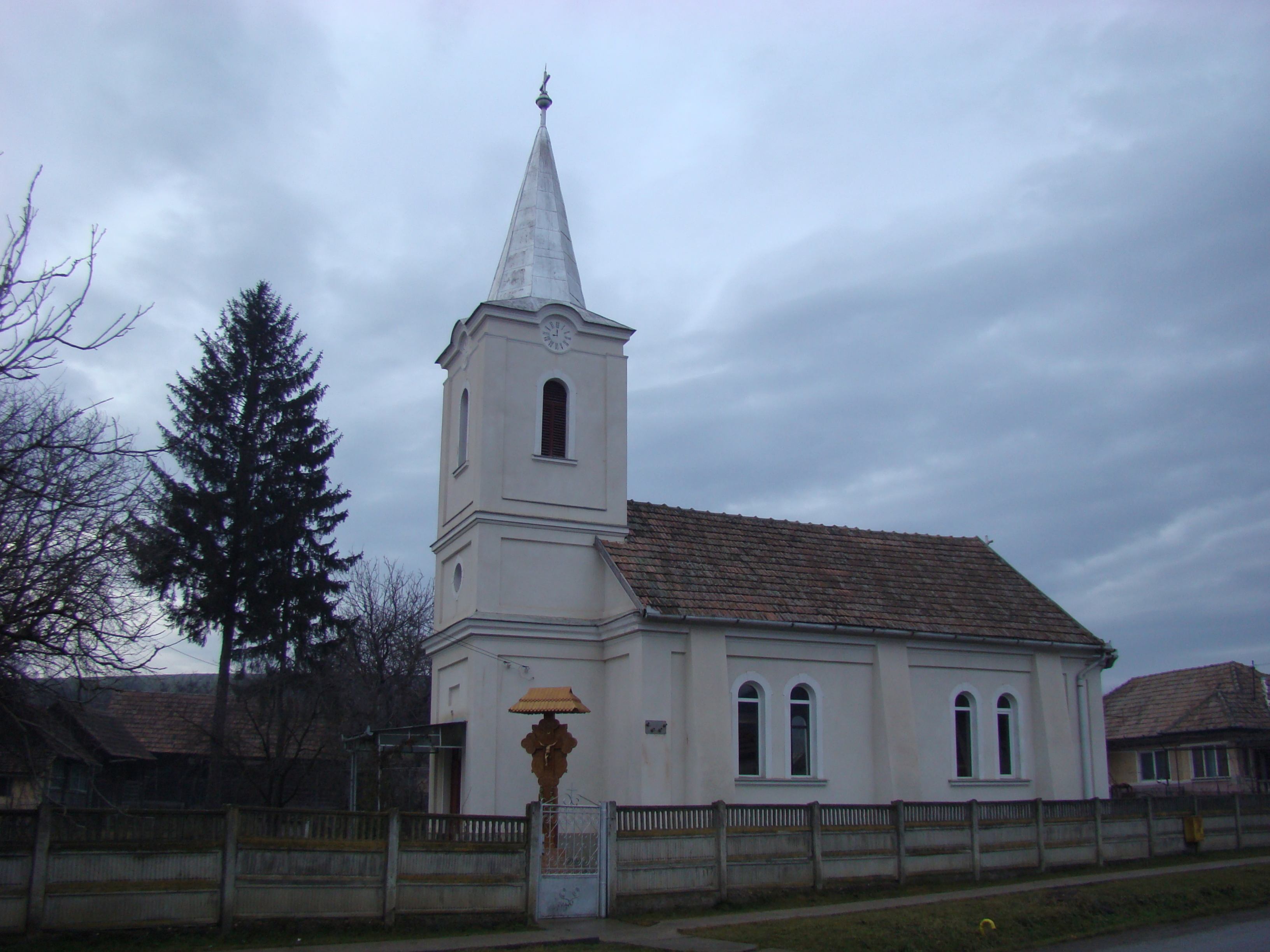
Griechisch-katholische Kirche
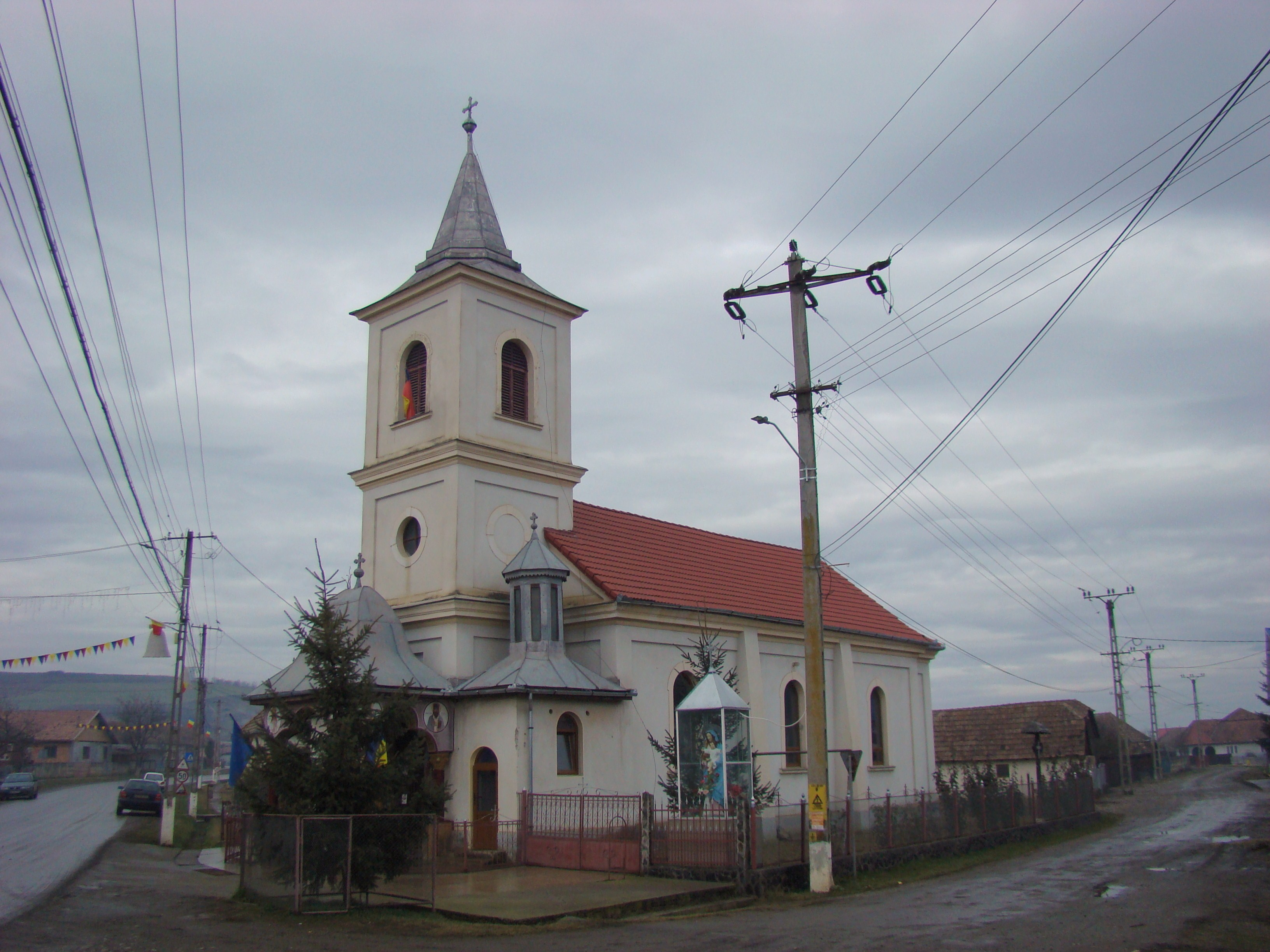
Orthodoxe Kirche